# Nairobi
För andra betydelser, se Nairobi (olika betydelser).
Nairobi är huvudstad i Kenya och har drygt 3 miljoner invånare. Staden ligger 1 700 meter över havet, på ena randen av det Östafrikanska gravsänkesystemet. Inom stadsgränsen ligger viltreservatet Nairobi nationalpark. Nairobi grundades 1899 i samband med byggnationen av Ugandiska järnvägen från kuststaden Mombasa till Uganda. Nairobi blev 1907 huvudstad i Brittiska Östafrika och är sedan självständigheten 1963 huvudstad i Kenya.

## Historia
När massajerna först kom till platsen var den ett öde kärr, utan bebyggelse. Massajerna förde sitt boskap till områdets flod. Det var kallt vatten i floden, och därför döptes platsen till "Enkare Nyirobi" ("platsen där det finns kallt vatten"). I slutet av 1800-talet gick gränsen mellan Massajriket i söder och Kikuyuland i norr ungefär där Nairobi ligger nu. I området fanns ett fåtal befästa kikuyubosättningar och tre kolonialstationer, en i Dagoretti, en i Ngong och en nordväst om nuvarande Nairobi. 1899 nådde den ugandiska järnvägen till platsen och järnvägsstation byggdes där. Staden som snart växte upp kring stationen fick sitt namn efter ett vattenhål känt på maa som Ewaso Nyirobi, "kallt vatten". Orten byggdes om fullständigt under tidigt 1900-tal efter att den ursprungliga staden både drabbats av ett utbrott av pest och ödelagts av en brand. Nairobi ersatte Mombasa som huvudstad för Brittiska Östafrika år 1905. Järnvägen gav framgång för staden som växte dramatiskt. Den blev Kenyas näst största stad efter Mombasa.
Nairobi fortsatte att växa under det brittiska styret, och många britter bosatte sig i stadens förorter. Kolonialregeringen byggde flera stora hotell i staden. Den fortsatta expansionen av staden skapade en vrede hos massaierna, eftersom staden växte mot deras område i söder. Den oroade även kĩkũyũfolket som ville ha sitt område tillbaka. År 1919 blev staden en kommun. Mellan åren 1920 och 1950 ökade antalet vita invånare från 9 000 till 80 000. Det uppstod motsättningar mellan dem och urbefolkningen. Staden fick stadsrättigher år 1954.
Efter slutet av andra världskriget ledde motsättningarna till Mau-Mau-rörelsen. Jomo Kenyatta, Kenyas tidigare president, fängslades för sin inblandning, även om det inte fanns något bevis som kopplade honom till rebellerna. Frihetsrörelserna utövade starka påtryckningar på britterna och Kenya blev självständig republik år 1963, med Nairobi som huvudstad. Efter självständigheten växte staden snabbt och detta ansträngde stadens infrastruktur. Strömavbrott och vattenbrist var vanligt förekommande. Den 7 augusti 1998 sprängde Al-Qaida en bomb i den amerikanska ambassaden i staden, vilket krävde 200 människors liv och 5000 fick allvarliga skador.

## Geografi

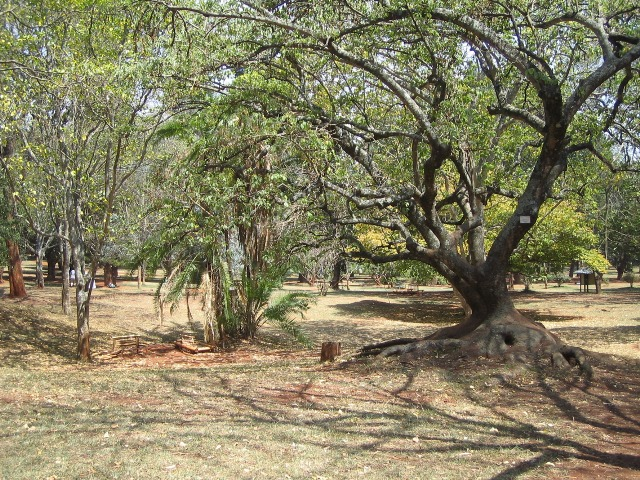
Parken Nairobi Arboretum ligger granne med presidentens residens väster om centrum.

Staden administrativa område täcker en yta på nästan 700 km². Den ligger ungefär 1 700 meter över havet.
Nairobi ligger mellan städerna Kampala och Mombasa. Den ligger nära det Östafrikanska gravsänkesystemet och mindre jordskalv förekommer. Ngong Hills ligger mot väst, Mount Kenya mot norr och Kilimanjaro i sydöst. Nairobifloden och dess biflöden rinner genom provinsen. Nobels fredspristagare Wangari Maathai kämpade för att bevara den infödda Karuraskogen i norra Nairobi som hotas av att ersättas med hus och annan infrastruktur. Parker i staden inkluderar Uhuruparken, Central Park och Nairobi Arboretum.
Nairobis västra förorter sträcker sig från Kenyatta National Hospital i söder till FN-högkvarteren och Gigiri i norr – en sträcka på runt 20 kilometer.
Stadsdelar i och förorter till staden inkluderar Langata och Karen, båda kända för brittiska immigranter, Kibera, ett stort arbetarklassområde och regionens största kåkstad, Kariokor, Jevanje, Parklands, Westlands, Chiromo, Hurlingham, Milimani, Mathare och Mutuini.

### Klimat
Höjdnivån på runt 1 700 meter över havet skänker Nairobi ett milt klimat. Kvällarna kan bli kyliga, men aldrig kalla. Den varmaste och soligaste delen av året är från december till mars, med medeltemperaturer på omkring 25 grader under dagen. Det finns två regnperioder, men regnen är lätta. Den molnigaste delen av året är strax efter den första regnperioden, då, till september, förhållandena oftast är mulet med duggregn.
|                                            | Jan | Feb | Mar | Apr | Maj | Jun | Jul | Aug | Sep | Okt | Nov | Dec |
| ------------------------------------------ | --- | --- | --- | --- | --- | --- | --- | --- | --- | --- | --- | --- |
| Normaldygnets maximitemperaturs medelvärde | 25  | 26  | 26  | 24  | 23  | 22  | 21  | 22  | 24  | 25  | 23  | 23  |
| Normaldygnets minimitemperaturs medelvärde | 14  | 14  | 15  | 16  | 15  | 13  | 12  | 12  | 12  | 14  | 15  | 15  |
|                                            |     |     |     |     |     |     |     |     |     |     |     |     |
| Nederbörd                                  | 42  | 39  | 67  | 149 | 111 | 28  | 12  | 12  | 25  | 43  | 119 | 76  |

| Diagram | temperaturer i °C • månadsnederbörd i mm | temperaturer i °C • månadsnederbörd i mm | temperaturer i °C • månadsnederbörd i mm | temperaturer i °C • månadsnederbörd i mm | temperaturer i °C • månadsnederbörd i mm | temperaturer i °C • månadsnederbörd i mm | temperaturer i °C • månadsnederbörd i mm | temperaturer i °C • månadsnederbörd i mm | temperaturer i °C • månadsnederbörd i mm | temperaturer i °C • månadsnederbörd i mm | temperaturer i °C • månadsnederbörd i mm | temperaturer i °C • månadsnederbörd i mm |
|         | 42 25 14                                 | 39 26 14                                 | 67 26 15                                 | 149 24 16                                | 111 23 15                                | 28 22 13                                 | 12 21 12                                 | 12 22 12                                 | 25 24 12                                 | 43 25 14                                 | 119 23 15                                | 76 23 15                                 |

## Styre och politik
Nairobi är uppdelad i en serie av lokala styrelser och valkretsar, vart och ett representerat av ledamöter i Kenyas nationalförsamling. Sedan 2010 är valdistrikten följande: Embakasi North, Embakasi South, Embakasi Central, Embakasi East, Embakasi West, Makadara, Kamukunji, Starehe, Mathare, Westlands, Dagoretti North, Dagoretti South, Langata, Kibra, Ruaraka, Roysambu och Kasarani. Åtta stadsdelar – Central, Dagoretti, Embakasi, Kasarani, Kibera, Makadara, Pumwani och Westlands – utgör den grundläggande uppdelningen av staden.

### Vänorter
- USA – Denver, Colorado (1975)[19]

## Ekonomi

### Näringsliv
Nairobi är säte för flera internationella företag och organisationer. Detta gör staden till en av de mest inflytelserika i Afrika. Förenta nationerna har stark representation i Nairobi, och två av dess organ, miljövårdsprogrammet och programmet för boende- och bebyggelsefrågor har sina huvudkontor i Nairobi.
Nairobibörsen är en av Afrikas större aktiebörser.
Varor tillverkade i Nairobi är bland annat kläder, textilier, byggnadsmaterial, mat, drycker och cigaretter.
Nairobi har en stor turistindustri och är både ett turistmål och transportnav.

#### Turism
Nairobi är inte ett huvudresemål, men har flera turistattraktioner. Den mest kända är Nairobi nationalpark. Det är den enda nationalparken som gränsar till en huvudstad, eller stad av sådan storlek. I parken finns bland annat lejon och giraffer. Nairobi har också fler fågelarter än någon annan huvudstad i världen.
I staden finns flera museer, bland andra Nairobi järnvägsmuseum och Kenyas nationalmuseum, som har kompletta kvarlevor av en Homo erectus-pojke.
Hotell i staden är bland andra Panari Hotel, Hilton, Grand Regency och Norfolk Hotel, det äldsta fortfarande verksamma hotellet i staden.
Nairobi är också platsen för den största isbanan i Afrika, Panari Sky Centre. Isbanan täcker 15 000 m² och kan rymma 200 personer.

### Transporter

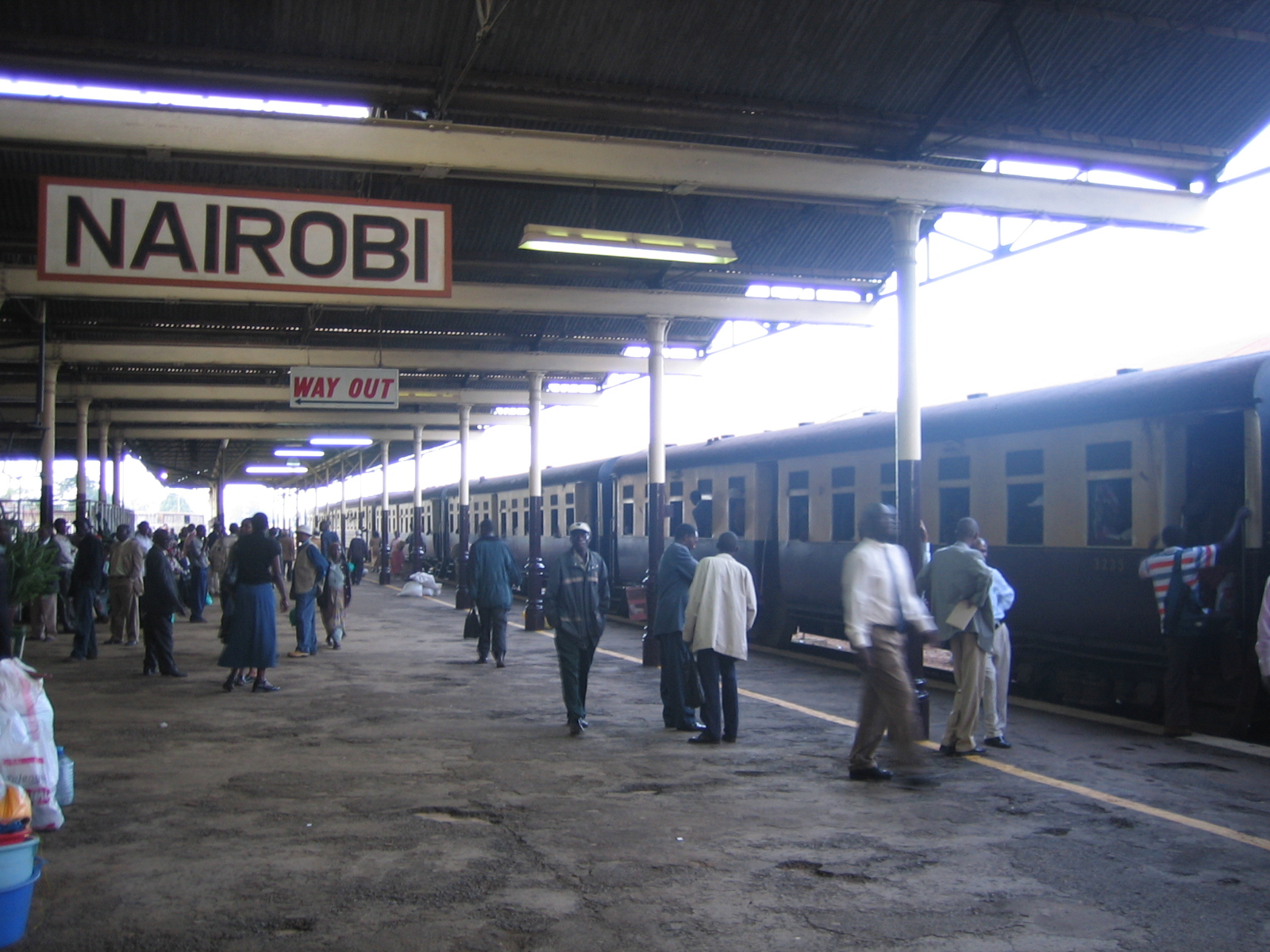
Järnvägsstationen i Nairobi.

Nairobi betjänas främst av Jomo Kenyattas internationella flygplats. Det är den största flygplatsen i regionen, med 4 miljoner passagerare år 2004. Denna flygplats är ofta det första stoppet för turister som besöker Kenya eller Kilimanjaro i Tanzania.
Wilson flygplats är en liten, livligt trafikerad flygplats väster om Nairobi. Den betjänar små flygplan, främst inrikes. Eastleigh flygplats var ursprungsbanan under tiden före jetflygplanen. Den användes till mellanlandningar för 1930- och 1940-talets brittiska passagerar- och posttrafik från Southampton till Kapstaden. Denna flygrutt trafikerades av flygbåtar mellan Storbritannien och Kisumu och därefter av flygplan.
Matatu - privatägda minibussar - är den populäraste formen av lokal transport. De tar upp till 14 passagerare. År 2004 gick en lag igenom att alla matatus måste ha säkerhetsbälten, hastighetsbegränsning, och vara vitmålade med gula band runtom, vilket innebar en kraftig strömlinjeformning av den tidigare ganska vildvuxna matatuflottan. Många dödsfall inträffar dock fortfarande på grund av farlig körning och överbelastade bussar.
Nairobi grundades som en järnvägsstad, och Kenya Railways Corporations (KRC) huvudkvarter ligger fortfarande här, nära stadscentrum. Ugandiska järnvägens linjer går igenom Nairobi, till Mombasa och orter i centrala Kenya. Linjen till Kampala är dock inte i bruk. Huvudanvändningen är godstrafik, men vanliga nattåg sammankopplar Mombasa, Nairobi och Kisumu. Ett antal morgon- och kvällspendeltåg sammankopplar stadens centrum med förorterna, men staden har ingen annan rälsbunden kollektivtrafik.

## Befolkning

### Befolkningsutveckling
| År   | Invånare |
| ---- | -------- |
| 1906 | 11 500   |
| 1911 | 14 000   |
| 1921 | 24 300   |
| 1926 | 29 900   |
| 1929 | 32 900   |
| 1931 | 47 800   |
| 1939 | 61 300   |
| 1944 | 108 900  |
| 1948 | 119 000  |
| 1955 | 186 000  |

| År   | Invånare  |
| ---- | --------- |
| 1957 | 221 700   |
| 1960 | 251 000   |
| 1962 | 266 800   |
| 1965 | 380 000   |
| 1969 | 509 300   |
| 1979 | 827 775   |
| 1989 | 1 324 570 |
| 1995 | 1 810 000 |
| 1999 | 2 143 254 |
| 2009 | 3 133 518 |

### Sociala förhållanden
Klassklyftorna i Nairobi är extremt stora. Mellan en halv och en miljon människor bor i Kibera, den största och fattigaste slummen i landet, vilken härstammar från en bosättning från 1920 för nubier ("Kibera" är det nubiska ordet för skog). Slummen täcker två kvadratkilometer.
Nairobi har kämpat mot den ökade kriminaliteten, och har fått rykte om sig att vara en farlig stad. Staden har också fått öknamnet Nairobbery (en blandning av Nairobi och det engelska ordet robbery - rån). År 2001 rankade Förenta nationernas International Civil Service Commission staden bland de mest osäkra städerna i världen, med klassen C. Ordföranden för en bebyggelsebyrå citerade en "beryktat hög nivå av våldsamma beväpnade rån, inbrott och bilkapning".
De flesta husen i rikare områden har vakt och hundar under nätterna. Turister råds att inte visa dyrbarheter under dagen inom stadens centrum och de bör hålla sig borta från centrum under natten.

## Stadsbild

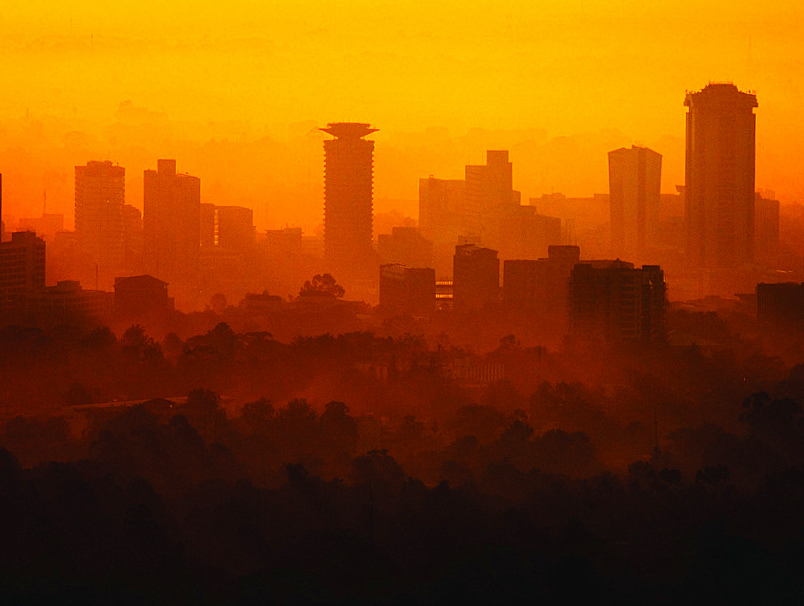

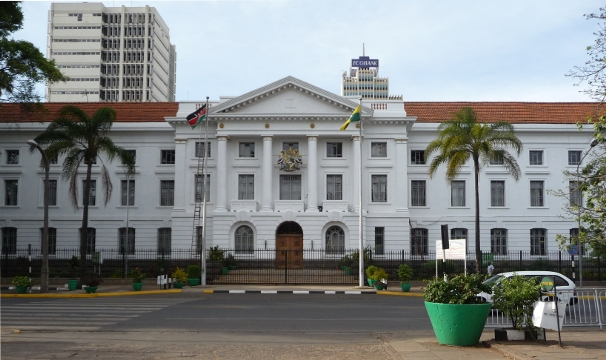
Nairobi stadshus, ett exempel på brittisk kolonialarkitektur i staden.

Nairobi växer runt det centrala företagsdistriktet. Det har en rektangulär form, runt Uhurumotorvägen, Haille Selasseavenyn, Moiavenyn och Universitetsvägen. Distriktet innefattar många av Nairobis viktigaste byggnader, bland andra stadshuset och parlamentsbyggnaden. Stadstorget ligger också inom området.
Nairobis skyline har jämförts med många asiatiska och amerikanska städer, och innehåller Östafrikas högsta skyskrapor. Flera av skyskraporna i regionen är huvudkontor för företag och organisationer, bland annat I&M.
Bombattentaten mot USA:s ambassad i staden inträffade i detta distrikt, vilket gjorde att den nya ambassadbyggnaden anlades i förorterna.
Distriktet gränsar i sydväst mot Nairobis största park Uhuruparken. Ugandiska järnvägen går genom den sydöstra delen av distriktet.

### Nairobis högsta byggnader
- Britam Tower (200 m, färdig 2017)
- Nairobi GTC Office Tower (184 m, 2021[35])
- UAP Old Mutual Tower (163 m, 2015)
- GTC Hotel Tower (143 m, 2020)

- Times Tower (140 m, 2000)[36]
- Prism Tower (133 m, 2018)[37]
- GTC Residential 1 (133 m, 2021)
- Parliament Tower (125 m, 2022)[38]
- Teleposta Towers (120 m, 1999)[39]
- Kenya Commercial Bank Plaza (109 m, 2015)
- Kenyatta International Conference Centre (105 m, 1974)
- Upper Hill Chambers (104 m, 2020)[40]
- NSSF Building (103 m, 1973)
- I&M Bank Tower (99,1 m, 1987)

Andra kända landmärken är till exempel Nyayo House, Rahimtulla Tower och Loita House.
Utöver detta var 2017 ett stort antal skyskrapor också under konstruktion. Detta inkluderar däribland en skyskrapa – The Pinnacle – som enligt planen ska bli över 300 meter och därmed klart högst i hela Afrika. Nairobi är dessutom den stad i Afrika där det byggs flest höga byggnader.

## Kultur
Nairobi är en internationell, mångkulturell och religiöst pluralistisk stad, med många immigranter från tidigare brittiska kolonier, bland annat Indien, Somalia och Sudan. Detta märks tydligt på antalet kyrkor, moskéer, tempel och gurdwaras i staden. 
Nairobi har den informella titeln Den gröna staden i solen.
Sheng, en sociolekt av swahili som förekommer över hela det swahilitalande Östafrika, har sitt ursprung i Nairobi.
Under 1990-talet växte en östafrikansk hiphoprörelse fram i staden, med band som Kalamashaka i spetsen.

### Kända personer från Nairobi
- Daniel Adams-Ray – svensk rappare i gruppen Snook, soloartist och designer.[45]
- Richard Dawkins – känd brittisk etolog, evolutionsbiolog och populärvetenskaplig författare.[46]